# Loveland Pass
Der Loveland Pass mit einer Höhe von 3655 m liegt in den Rocky Mountains auf dem Gebiet des US-Bundesstaates Colorado. Über den Pass in der Front Range verläuft der U.S. Highway 6. Seit dem Bau des Eisenhower-Tunnels in den 1970er-Jahren wird der größte Teil des Verkehrs nicht mehr über diese bei schlechtem Wetter recht tückische Passstraße gelenkt, sondern über die Autobahn I-70. Allerdings müssen Gefahrguttransporte, die den Tunnel nicht befahren dürfen, weiterhin den Weg über diesen Pass nehmen, solange dieser nicht witterungsbedingt gesperrt ist.
Eine Fahrt über die Route 6, die östlich des Tunnels bei Georgetown vom Interstate-Highway abzweigt und bei Dillon wieder auf diesen trifft, bietet bei schönem Wetter eine landschaftlich reizvolle Alternative zur Tunneldurchfahrt. Die Fahrer der Tanklastwagen auf der Route bevorzugen allerdings Durchschnittsgeschwindigkeiten, die auf den engen Kurven der Passstraße manch einem Touristen gefährlich hoch vorkommen.
Am Ostende des Passes liegt die Loveland Ski Area, ein beliebtes, von Denver aus gut erreichbares Skigebiet.
Nur bei äußerst widrigen Wetterbedingungen im Winter (Blizzards) wird der Pass für den Verkehr gesperrt, dann werden die Einschränkungen für die Tunneldurchfahrt (s. o.) aufgehoben.

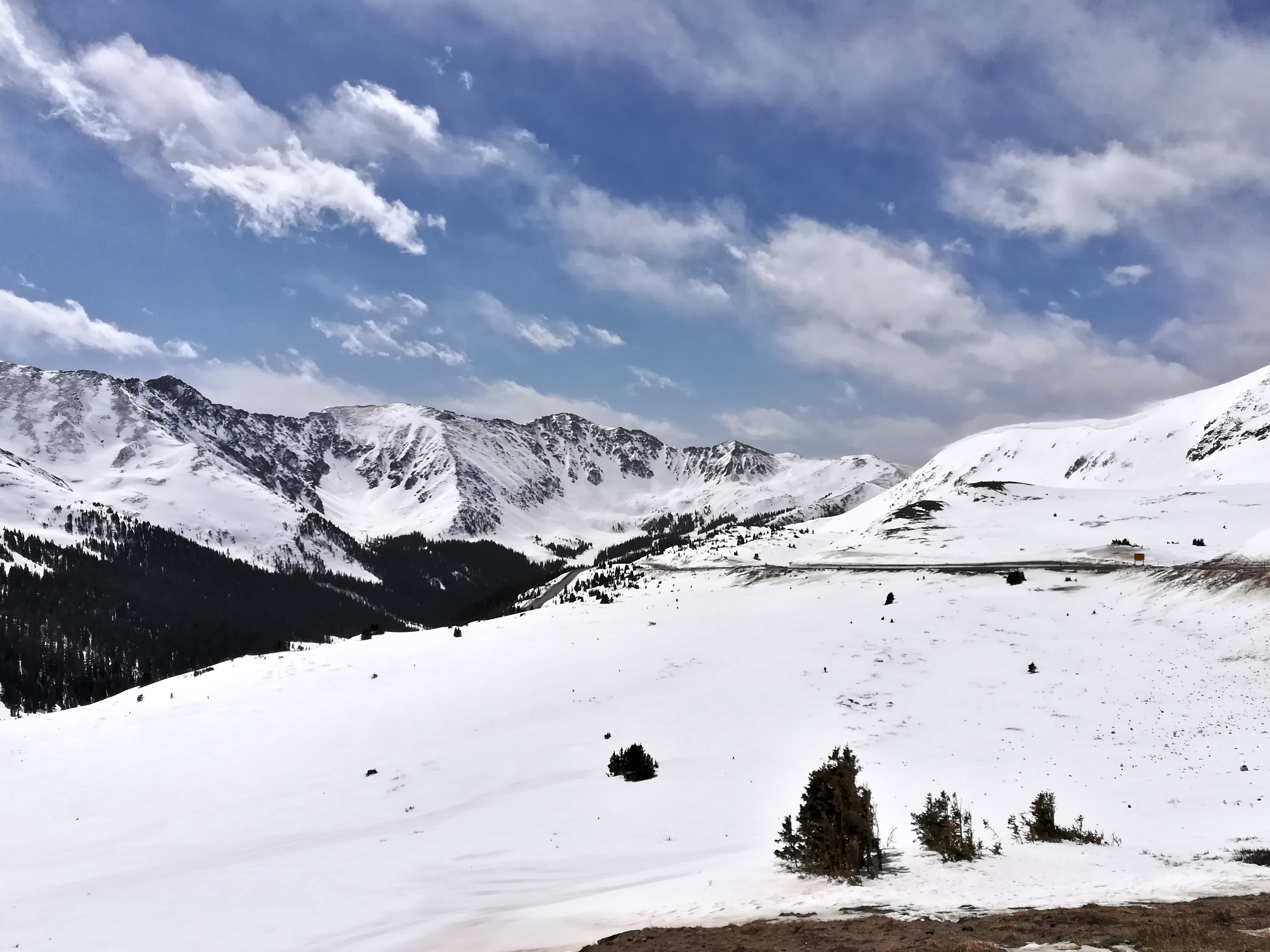
Loveland-Pass, Colorado

Der Pass wurde benannt nach William A.H. Loveland, ehemaliger Präsident der Colorado Central Railroad. Die Stadt Loveland wurde zwar ebenfalls nach ihm benannt, liegt aber nicht in der Nähe des Passes.